# Lábatlan
Lábatlan là một thành phố thuộc hạt Komárom-Esztergom, Hungary. Thành phố này có diện tích 26,35 km², dân số năm 2010 là 5044 người, mật độ 191 người/km².